# Abraham Kupchik
Abraham Kupchik est un joueur d'échecs américain d'origine polonaise né le 23 mars 1892 à Brest-Litovsk et mort le 26 novembre 1970 à Montclair (New Jersey). Vainqueur du tournoi de Lake Hopatcong avec Frank Marshall en 1923, Kupchik remporta la médaille d'or par équipe lors de l'olympiade d'échecs de 1935 à Varsovie la médaille d'argent individuelle au troisième échiquier avec 10 points sur 14 (six victoires et huit parties nulles).

## Biographie et carrière
Kupchik émigra aux États-Unis en 1903. Il fut actif aux États-Unis  pendant quarante ans. Il remporta le championnat du club d'échecs de Manhattan (le Manhattan Chess Club) à onze reprises.  En 1916, il termina deuxième du tournoi de New York, derrière Capablanca, ex æquo avec Janowski et Borislav Kostić. 
En 1924, il perdit un match contre Efim Bogoljubov 2 à 4 (+1 −3 =2)  et annula un match contre Carlos Torre en 1925  (+1 −1 =4). En 1926, il finit deuxième du tournoi de Lake Hopatcong 1926, derrière le champion du monde José Raul Capablanca et devant Marshall et Maroczy. Lors du Match radio États-Unis - URSS 1945, Kupchik joua au neuvième échiquier et perdit contre Vladimir Makogonov 0,5 à 1,5.